# Sant Lluc de Girona
Sant Lluc de Girona és una església del municipi de Girona inclosa en l'Inventari del Patrimoni Arquitectònic de Catalunya.

## Descripció
Església de traces molts senzilles, clar exponent del barroc català més simple. La façana és de pedra picada amb portalada rectangular, una fornícula amb adornaments barrocs i una finestra per rosetó. L'estretor del carrer del Llop (carrer del Rei Martí) provoca el retrocés del cos més oriental de la façana principal la qual per la simetria donada per la línia superior del frontis. L'interior és d'una sola nau i té un amplia creuer amb cúpula circular. El campanar és de planta quadrada amb obertures a cada banda i reforç superior.

## Història
Va ser construïda per ordre dels beneficiats de la catedral en un solar comprat que estava en ruïnes i en la qual havia estat el benefici de nostra Sra. de les Puelles. Les obres es van iniciar el 9 de setembre de 1724 i l'església fou beneïda el 5 de febrer de 1729. La llicència per l'edificació va ser concedida pel bisbe Dr. Taberner, el capítol de Sant Feliu i els jurats de la ciutat.